# Eric Crozier
Eric Crozier (* 14. November 1914 in London; † 7. September 1994 in Granville, Frankreich) war ein britischer Bühnen-Regisseur und Librettist, der vor allem für seine Zusammenarbeit mit Benjamin Britten bekannt war.
Crozier erhielt seine Ausbildung am Old Vic Theatre in London und arbeitete danach bei der English National Opera (Sadler’s Wells Theatre); 1945 inszenierte er dort Brittens erste Oper Peter Grimes. 1948 gründete Crozier zusammen mit Britten und Peter Pears das Aldeburgh Festival und schrieb das Libretto zu Brittens Saint Nicolas Cantata. Zuvor hatte er die Uraufführung von Brittens Oper The Rape of Lucretia (mit seiner Frau Nancy Evans in der Hauptrolle) inszeniert. Später folgte er Pears als Festivaldirektor in Aldeburgh nach.
Crozier starb 1994 im französischen Granville wenige Wochen vor seinem 80. Geburtstag.